# Saison 21 de Julie Lescaut
 (septembre 2024).
Cet article présente les épisodes de la saison 21 de la série télévisée  Julie Lescaut (2012).

## Épisode 97:Sortez les violons
La veille d'un concert, Esther Gally, la jeune violoniste solo de l'orchestre de chambre d'Hugo Corman, est retrouvée assassinée dans les coulisses du théâtre. L'enquête de Julie et son équipe s'oriente aussitôt vers ce qui semble être le mobile du crime : le vol du violon d'Esther, un Vuillemin d'une valeur de 300 000 euros. Les policiers espèrent que celui ou celle qui a dérobé l'instrument tentera de le revendre. Grâce à un luthier, une souricière est mise en place et une certaine Lila Mounier arrêtée. Or Lila, âgée de 17 ans, est une adolescente désœuvrée qu'Esther hébergeait depuis quelque temps. Quel lien pouvait lier deux jeunes femmes si différentes ? L'enquête prend une nouvelle direction... Pendant ce temps, Julie est atteinte de trous de mémoire à la suite d'un choc émotionnel. On apprend que son ex-mari Paul Lescaut est mort.